# Стенислав Георгиев
Стенислав Мариянов Георгиев е български футболист, който играе за Спартак (Плевен) като десен защитник. Роден е на 13 август 1994 г. Висок e 184 см. Юноша на Чавдар (Етрополе).

## Кариера

### Спартак Плевен
В началото на 2015 г. се присъединява към Спартак (Плевен) и помага на отбора да спечели промоция за Б група.

## Статистика по сезони
| Сезон    | Отбор        | Първенство | Мачове | Голове |
| -------- | ------------ | ---------- | ------ | ------ |
| 2013/14  | Спартак (Вн) | Б група    | 6      | 0      |
| 2015/пр. | Спартак (Пл) | В група    | 14     | 0      |
| 2015/16  | Спартак (Пл) | Б група    | 26     | 0      |
| 2016/ес. | Спартак (Пл) | Б група    | 4      | 0      |

## Успехи
Спартак Плевен
- 1 място Северозападна В група – 2015